# Елизавета Фёдоровна
Елизаве́та Фёдоровна (рус. дореф. Елисавета Өеодоровна), при рождении — Елизаве́та Алекса́ндра Луи́за Али́са [Э́лла] Гессен-Дармштадтская (нем. Elisabeth Alexandra Luise Alice von Hessen-Darmstadt und bei Rhein; 1 ноября 1864, Дармштадт — 18 июля 1918, Пермская губерния) — немецкая принцесса из Гессен-Дармштадтского дома, российская великая княгиня по браку, супруга (с 1884) великого князя Сергея Александровича; старшая сестра императрицы Александры Фёдоровны, свояченица Николая II. Почётный член и председатель Императорского православного палестинского общества с 1905 по 1917 год. Основательница Марфо-Мариинской обители в Москве. Почётный член Императорской Казанской духовной академии (звание высочайше утверждено 6 июня 1913 года).
Прославлена в лике святых Русской православной церкви в 1992 году.

## Семья и детство
Вторая дочь великого герцога Гессен-Дармштадтского Людвига IV и принцессы Алисы, внучка английской королевы Виктории. Её младшая сестра Алиса позднее, в ноябре 1894 года, стала русской императрицей Александрой Фёдоровной, выйдя замуж за русского императора Николая II.
В 1878 году вся семья, кроме Эллы (как её звали в семье), заболела дифтерией, от которой вскоре умерли младшая сестра Эллы, четырёхлетняя Мария, и мать, великая герцогиня Алиса. Отец Людвиг IV после смерти жены заключил морганатический брак с Александриной Гуттен-Чапской, а Элла и Аликс воспитывались в основном у своей бабушки, королевы Виктории в Осборн-хаусе. С детских лет сёстры были религиозны, участвовали в благотворительных мероприятиях, получили уроки по ведению домашнего хозяйства. Большую роль в духовной жизни Эллы играл образ святой Елизаветы Тюрингской, в честь которой была названа Элла: эта святая, родоначальница герцогов Гессенских, прославилась делами милосердия.
В качестве потенциального жениха для Елизаветы рассматривался её кузен Фридрих Баденский. Другой кузен, прусский кронпринц Вильгельм, некоторое время ухаживал за Елизаветой и, по неподтверждённым сведениям, даже сделал ей предложение руки и сердца, которое она отвергла.

## Супруга великого князя
3 июня 1884 года в Большой церкви Зимнего дворца венчалась браком с великим князем Сергеем Александровичем, братом российского императора Александра III, о чём возвещалось высочайшим манифестом. Православное бракосочетание совершил придворный протопресвитер Иоанн Янышев; венцы держали цесаревич Николай Александрович, наследный великий герцог Гессенский, великие князья Алексей и Павел Александровичи, Дмитрий Константинович, Пётр Николаевич, Михаил и Георгий Михаиловичи; затем в Александровской зале пастором церкви Св. Анны также было совершено богослужение по лютеранскому обряду. Супруг приходился Елизавете и двоюродным дядей (общий предок — Вильгельмина Баденская), и четвероюродным братом (общий прапрадед — прусский король Фридрих Вильгельм II).
Чета поселилась в купленном Сергеем Александровичем дворце Белосельских-Белозерских (дворец стал именоваться Сергиевским), проведя медовый месяц в подмосковном имении Ильинском, где они также жили и впоследствии. По её настоянию в Ильинском была устроена больница, периодически проходили ярмарки в пользу крестьян.
В совершенстве овладела русским языком, говорила на нём почти без акцента. Ещё исповедуя лютеранство, посещала православные богослужения. В 1888 году, вместе с супругом, совершила паломничество в Святую землю. Посещение Иерусалима, а также общение с начальником Русской Духовной Миссии, создателем Русской Палестины Антонином (Капустиным) значительно повлияло на её решение перейти в православие. В 1891 году приняла православие, написав перед этим своему отцу: «Я всё время думала и читала и молилась Богу — указать мне правильный путь — и пришла к заключению, что только в этой религии я могу найти настоящую и сильную веру в Бога, которую человек должен иметь, чтобы быть хорошим христианином».
В качестве супруги московского генерал-губернатора (великий князь Сергей Александрович был назначен на этот пост в 1891) организовала в 1892 году Елисаветинское благотворительное общество, учреждённое для того, чтобы «призревать законных младенцев беднейших матерей, дотоле помещаемых, хотя без всякого права, в Московский Воспитательный дом, под видом незаконных». Деятельность общества вначале проходила в Москве, а затем распространилась и на всю Московскую губернию. Елисаветинские комитеты были образованы при всех московских церковных приходах и во всех уездных городах Московской губернии. Кроме того, Елизавета Фёдоровна возглавила Дамский комитет Красного Креста, а после гибели супруга она была назначена председательницей Московского управления Красного Креста.
У Сергея Александровича и Елизаветы Фёдоровны не было родных детей, но они воспитывали детей брата Сергея Александровича, великого князя Павла Александровича, Марию и Дмитрия, чья мать скончалась в родах.
С началом русско-японской войны Елизавета Фёдоровна организовала Особый комитет помощи воинам, при котором в Большом Кремлёвском дворце был создан склад пожертвований в пользу воинов: там заготавливали бинты, шили одежду, собирали посылки, формировали походные церкви.
В опубликованных в начале 1990-х годов письмах Елизаветы Фёдоровны к Николаю II великая княгиня предстаёт сторонницей самых жёстких и решительных мер в отношении любого вольнодумства вообще и революционного терроризма в частности. «Неужели нельзя судить этих животных полевым судом?» — спрашивала она у императора в письме, написанном в 1902 году вскоре после убийства Сипягина, и сама же отвечала на вопрос: «Необходимо сделать всё, чтобы не допустить превращения их в героев … чтобы убить в них желание рисковать своей жизнью и совершать подобные преступления (я считаю, что пусть бы он лучше заплатил своей жизнью и, таким образом, исчез!). Но кто он и что он — пусть никто не знает… и нечего жалеть тех, кто сам никого не жалеет»
4 февраля 1905 года её супруг был убит террористом Иваном Каляевым, который метнул в него ручную бомбу. Елизавета Фёдоровна тяжело переживала эту трагедию. Греческая королева Ольга Константиновна, двоюродная сестра убитого Сергея Александровича, писала: «Эта чудная, святая женщина, видно, достойна тяжёлого креста, поднимающего её всё выше и выше!». Позднее великая княгиня посетила в тюрьме убийцу: она передала ему прощение от имени Сергея Александровича, оставила ему Евангелие. Более того, она подала прошение императору Николаю II о помиловании террориста, но оно не было удовлетворено. От многочисленных травм скончался кучер князя Андрей Рудинкин. Щедро одарив его вдову и сирот-детей, Елизавета Фёдоровна прошла за гробом кучера с непокрытой головой через Москву. На могильной плите Елизавета Фёдоровна распорядилась выбить слова: «В малом ты был верен, над многими тебя поставлю» (Мф. 25:23). Надпись сохранилась до сих пор.
После гибели мужа Елизавета Фёдоровна с высочайшего соизволения заменила супруга на посту председателя Императорского православного палестинского общества и исполняла эту должность с 1905 по 1917 год. 14 февраля 1905 г. она телеграфировала в Совет ИППО: «Сердечно утешена милостью Государя поручить мне председательствовать в Императорском Православном Палестинском Обществе. Сподобившись великого счастья поклониться Гробу Господню, я с тех пор сохраняю крепкую любовь и уважение к деятельности Общества. Уповаю, что молитвами моего незабвенного дорогого мужа Господь вразумит меня и поможет в совместной работе с достойными деятелями Общества служить на благо Его высоко-святым целям».

## Основательница Марфо-Мариинской обители
Вскоре после гибели мужа Елизавета Фёдоровна продала свои драгоценности (отдав в казну ту их часть, которая принадлежала династии Романовых) и на вырученные деньги купила на Большой Ордынке усадьбу с четырьмя домами и обширным садом, где расположилась основанная ею в 1909 году Марфо-Мариинская обитель милосердия (это не был монастырь в точном смысле слова, сёстры обители занимались благотворительной и медицинской работой).
Была сторонницей возрождения чина диаконисс — служительниц церкви первых веков христианства, которые поставлялись через рукоположение, участвовали в совершении литургии (примерно в той роли, в какой сейчас служат иподиаконы), занимались катехизацией женщин, помогали при крещении женщин, служили больным. Получила поддержку большинства членов Святейшего синода в вопросе о присвоении этого звания сёстрам обители, однако, в соответствии с мнением Николая II, решение так и не было принято.
При создании обители был использован как русский православный, так и европейский опыт. Сёстры, жившие в обители, приносили обеты целомудрия, нестяжания и послушания, однако, в отличие от монахинь, по истечении определённого срока устав обители позволял сестрам выйти из неё и создать семью. Сёстры получали в обители психологическую, методологическую, духовную и медицинскую подготовку. Им читали лекции лучшие врачи Москвы, беседы с ними проводили духовник обители отец Митрофан Сребрянский (позднее архимандрит Сергий; канонизирован Русской православной церковью) и второй священник обители отец Евгений Синадский.
По плану Елизаветы Фёдоровны обитель должна была оказывать комплексную, духовно-просветительскую и медицинскую помощь нуждающимся, которым часто не просто давали еду и одежду, но помогали в трудоустройстве, устраивали в больницы. Нередко сёстры уговаривали семьи, которые не могли дать детям нормальное воспитание (например, профессиональные нищие, пьяницы и т. д.), отдать детей в приют, где им давали образование, хороший уход и профессию.
В обители были созданы больница, амбулатория, аптека, где часть лекарств выдавали бесплатно, приют, бесплатная столовая и ещё множество учреждений. В Покровском храме обители проходили просветительские лекции и беседы, заседания Палестинского общества, Географического общества, духовные чтения и другие мероприятия.
Поселившись в обители, Елизавета Фёдоровна вела подвижническую жизнь: ночами ухаживала за тяжелобольными или читала Псалтирь над умершими, а днём трудилась наряду со своими сёстрами, обходя беднейшие кварталы, сама посещала Хитров рынок — самое трущобное место тогдашней Москвы, вызволяя оттуда малолетних детей. Там её очень уважали за достоинство, с которым она держалась, и полное отсутствие превознесения себя над обитателями трущоб.
Поддерживала отношения с рядом известных старцев того времени: схиархимандритом Гавриилом (Зыряновым) (Елеазарова пустынь), схиигуменом Германом (Гомзиным) и иеросхимонахом Алексием (Соловьёвым) (старцы Зосимовой пустыни). Монашеский постриг Елизавета Фёдоровна не принимала.
Во время Первой мировой войны Елизавета Фёдоровна активно заботилась о помощи русской императорской армии, в том числе раненым в боях солдатам. Тогда же она старалась помочь военнопленным, которыми были переполнены госпитали, и в результате была обвинена в пособничестве немцам.
При её участии в начале 1915 года была организована мастерская по сборке протезов из готовых частей, получаемых в большинстве из Петербургского завода военно-врачебных изготовлений, где имелся особый протезный цех. До 1914 года в России эта отрасль промышленности не развивалась. Средства на оборудование мастерской, размещавшейся в частном владении по Трубниковскому переулку в доме № 9, собирались из пожертвований. По мере развития военных действий возрастала необходимость увеличения выпуска искусственных конечностей, и Комитет великой княгини производство переместил в дом № 9 по Мароновскому переулку. При личном участии Елизаветы Федоровны в 1916 году была начата работа по проектированию и строительству в Москве первого в России протезного завода, который до настоящего времени занимается выпуском комплектующих к протезам.
Крайне негативно относилась к Григорию Распутину, хотя ни разу с ним не встречалась. Убийство Распутина расценила как «патриотический акт». Направила родителям Феликса Юсупова телеграмму со словами поддержки. Согласно мемуарам Юсупова, она сказала, что его поступок (убийство Распутина) это «последняя попытка спасения родины и династии», великая княгиня считала, что убийство Распутина не является преступлением. «Ты убил дьявола. Но это и заслуга твоя: на твоём месте так должен был поступить всякий».
Елизавета Фёдоровна состояла почётным членом в берлинском православном Свято-Князь-Владимирском братстве. В 1910 году она вместе с императрицей Александрой Фёдоровной взяла под своё покровительство братский храм в Бад-Наугейме (Германия). Почётный член Императорской Санкт-Петербургской (Петроградской) духовной академии (1913). Шеф Киевского гренадерского полка.

## Смерть
Отказалась покинуть Россию после прихода к власти большевиков, продолжая заниматься подвижнической работой в своей обители. 7 мая 1918 года, на третий день после Пасхи, в день празднования Иверской иконы Божьей Матери, патриарх Тихон посетил Марфо-Мариинскую обитель милосердия и отслужил молебен. Через полчаса после отбытия патриарха Елизавета Фёдоровна была арестована чекистами и латышскими стрелками. Патриарх Тихон пытался добиться её освобождения, но тщетно — она была заключена под стражу и выслана из Москвы в Пермь. Одна из петроградских газет того времени — «Новый вечерний час» — в заметке от 9 мая 1918 года так откликнулась на это событие: «…мы не знаем, чем вызвана её высылка… Трудно думать, чтобы Елизавета Фёдоровна могла представлять опасность для Советской власти, и её арест и высылка могут рассматриваться скорее как… гордый жест по адресу Вильгельма, брат которого женат на родной сестре Елизаветы Фёдоровны…». Историк В. М. Хрусталёв полагал, что высылка на Урал Елизаветы Фёдоровны являлась одним из звеньев общего плана большевиков по концентрации на Урале всех представителей династии Романовых, где, как писал историк, собранных можно было бы уничтожить, лишь найдя для этого подходящий повод. План этот осуществлялся в весенние месяцы 1918 года:515, 656.
В мае 1918 года её вместе с другими представителями дома Романовых перевезли в Екатеринбург и разместили в гостинице «Атамановские номера» (в настоящее время в здании расположено управление ФСБ и ГУВД по Свердловской области, современный адрес — перекрёсток улиц Ленина и Вайнера), а затем, через два месяца, отправили в город Алапаевск. Елизавета Федоровна не теряла присутствие духа, в письмах наставляла оставшихся сестёр, завещая им хранить любовь к Богу и ближним. Вместе с ней находилась сестра из Марфо-Мариинской обители Варвара Яковлева. В Алапаевске Елизавета Фёдоровна находилась в заточении в здании Напольной школы. До сих пор возле этой школы растёт яблоня, по преданию, посаженная Великой княгиней.
В ночь на 18 июля 1918 года великая княгиня Елизавета Фёдоровна была убита и сброшена в Новую Селимскую шахту в 18 км от Алапаевска. Шахту взорвали гранатами, завалили брёвнами и засыпали землёй. Вместе с ней в шахте погибли:
- великий князь Сергей Михайлович;
- князь Иоанн Константинович;
- князь Константин Константинович (младший);
- князь Игорь Константинович;
- князь Владимир Павлович Палей;
- Фёдор Семёнович Ремез, управляющий делами великого князя Сергея Михайловича;
- сестра Марфо-Мариинской обители Варвара (Яковлева).

Есть неподтвержденная версия, что некоторые жертвы жили и после падения, умирая от голода и ран. Так, рана князя Иоанна, упавшего на уступ шахты возле великой княгини Елизаветы Фёдоровны, была перевязана частью её апостольника. Окрестные крестьяне якобы рассказывали, что несколько дней из шахты доносилось пение молитв.
31 октября 1918 года Белая армия заняла Алапаевск. Останки убитых извлекли из шахты, положили в гробы и поставили на отпевание в кладбищенской церкви города. Однако с наступлением Красной армии тела несколько раз перевозили дальше на Восток. Сопровождал тела игумен Серафим (Кузнецов) с двумя послушниками — Серафимом Гневашевым и Максимом Канунниковым. В апреле 1920 года в Пекине их встречал начальник Русской духовной миссии, архиепископ Иннокентий (Фигуровский). Оттуда два гроба — великой княгини Елизаветы и сестры Варвары — были перевезены в Шанхай и затем пароходом в Порт-Саид. Наконец гробы прибыли в Иерусалим. Погребение в январе 1921 года под храмом равноапостольной Марии Магдалины в Гефсимании совершил Иерусалимский Патриарх Дамиан. Тем самым было исполнено желание самой великой княгини Елизаветы быть похороненной на Святой земле, выраженное ею во время паломничества туда в 1888 году.

## Церковное прославление

### Канонизация
В 1992 году Архиерейским собором Русской православной церкви великая княгиня Елизавета и сестра Варвара причислены к лику святых и включены в Собор новомучеников и исповедников Российских (ранее, в 1981 году, они были канонизированы Русской православной церковью за границей).

### Мощи
В 2004—2005 годах мощи новомучениц находились в России, странах СНГ и Балтии, где им поклонились более 7 млн человек. По словам Патриарха Алексия II, «длинные очереди верующих к мощам святых новомучениц — это ещё один символ покаяния России за грехи лихолетья, возвращения страны на исконный исторический путь». Затем мощи были возвращены в Иерусалим.

### Храмы и монастыри
Великой княгине посвящено несколько православных монастырей в Беларуси, в России, на Украине, а также храмы.
База данных сайта «Храмы России» (по состоянию на 13 декабря 2016 года) включает в себя информацию о 28 действующих храмах в различных городах России, главный престол которых посвящён преподобномученице Елисавете Феодоровне; о 5 действующих храмах, в которых ей посвящён один из дополнительных престолов; об 1 строящемся храме и 5 часовнях.
Действующие храмы во имя святой преподобномученицы Елисаветы Феодоровны Алапаевской (в скобках — даты строительства или образования) расположены в городах:
- Клин (1991);
- Москва (1995, 1997 и 1998 года, три храма середины 2000-х годов, всего шесть храмов);
- Красногорск (середина 1990-х — середина 2000-х);
- Щёлково (конец 1990-х — начало 2000-х);
- Щербинка (1998—2001);
- Одинцово (начало 2000-х);
- Бежецк (2000) Тверской области;
- Белоусово (2000—2003) Калужской области;
- Екатеринбург (2001);
- Мегион (2001[* 1]) Ханты-Мансийского автономного округа — Югры;
- Звенигород (2003);
- Калининград (2003);
- Балашиха (2005);
- Алагир (2006) Республики Северная Осетия-Алания;

- Лыткарино (2007—2008);
- Орёл (2008);
- Нижний Новгород (2016—2018);
- Узловая (2017) Тульской области.

деревнях, селах и поселках:
- деревне Колоцкое (1993) Московской области;
- селе Венгерово (1996) Новосибирской области;
- посёлке Чистые Боры (конец XX — начало XXI веков) Костромской области;
- селе Дивеево (2005) Нижегородской области;
- селе Хреновом (2007)[28] Воронежской области
- селе Богословка (2021) Пензенской области

Действующие храмы с дополнительными престолами преподобномученицы Елисаветы Феодоровны Алапаевской (в скобках — даты строительства) включают:
1. Собор Трёх Святителей Великих в Спасо-Елеазаровском монастыре, Псковская область, деревня Елизарово (1574), дополнительные престолы — Рождества Пресвятой Богородицы, преподобномученицы Елисаветы Феодоровны;
2. Церковь Вознесения Господня, Нижний Новгород (1866—1875), дополнительные престолы — Николая Чудотворца, Иконы Божией Матери Неопалимая Купина, преподобномученицы Елисаветы Феодоровны;
3. Церковь Илии Пророка в Ильинском, Московская область, Красногорский район, село Ильинское (1732—1740), дополнительные престолы — Иоанна Богослова, преподобномученицы Елисаветы Феодоровны, Феодора Пергийского;
4. Церковь Спаса Нерукотворного Образа в Усове (новая), Московская область, село Усово (2009—2010), дополнительные престолы — Иконы Божией Матери Державная, преподобномученицы Елисаветы Феодоровны, священномученика Сергия Махаева;
5. Храм во имя Святой Елисаветы Феодоровны (Елизаветы Фёдоровны), Екатеринбург.
6. Храм Успения Пресвятой Богородицы, Курская область, город Курчатов (1989—1996), дополнительный престол (2006) — преподобномучениц Елисаветы Феодоровны и инокини Варвары.
7. Храм Святой Преподобномученицы Великой Княгини Елисаветы в Щербинке.
8. Храм святой преподобномученицы Великой Княгини Елисаветы в Хабаровске.
9. Храм Сергия Радонежского и преподобномученицы Елисаветы Феодоровны в Екатеринбурге (на Уралмаше). Освящен 8 октября 2014 г
10. Храм Святой Елизаветы в Волгодонске.
11. Храм преподобномученицы Елисаветы Романовой (при 1-й городской больнице) в г. Новороссийске

Часовни расположены в Санкт-Петербурге (2009);
Орле (1850-е);
Жуковском Московской области (2000-е);
Йошкар-Оле (2007).
Список включает домовые храмы (больничные храмы и храмы, находящиеся при других социальных учреждениях), которые могут не представлять собой отдельно стоящих сооружений, а занимать помещения в больничных корпусах и т. п.

### Сестричество
В 2010 году создано Иерусалимское Свято-Елисаветинское сестричество сестёр милосердия, основной задачей которого является поддержание чтения неусыпаемой Псалтири у Порога Судных Врат на Александровском подворье в Иерусалиме — традиции, которая была основана самой Елизаветой Фёдоровной. Члены сестричества ежегодно в память Елисаветы Фёдоровны проводят в Иерусалиме в ночь с 17 на 18 июля Свято-Елисаветинский крестный ход.

## Реабилитация
8 июня 2009 года Генеральная прокуратура России посмертно реабилитировала Елизавету Фёдоровну.

## Память
В 1990 году памятник Елизавете Фёдоровне был установлен на территории основанной ею Марфо-Мариинской обители (скульптор Вячеслав Клыков).
В 1993 году Городская больница № 3 в Санкт-Петербурге получила новое название в память о великой княгине Елизавете Фёдоровне — Городская больница Святой преподобномученицы Елизаветы.
В 1998 году статуя Елизаветы Федоровны была установлена на фасаде над портиком западного входа Вестминстерского аббатства (Лондон, Великобритания) в числе скульптур мучеников XX века.
6 мая 2014 года в Сергиевом Посаде в рамках фестиваля «Возрождение» на здании бывшего Мариинского убежища для сестёр милосердия Красного Креста открыта мемориальная доска Елизавете Феодоровне и священнику Павлу Флоренскому, который был духовным наставником этой обители (автор — художник-монументалист Мария Тихонова).
29 июня в Алапаевске и 24 августа 2017 года в Перми перед «Елизаветинской больницей» открыты памятники Елизавете Фёдоровне.
31 октября 2017 года на Романовской Аллее Славы в Николо-Берлюковском мужском монастыре был открыт памятник святой преподобномученице Великой княгине Елизавете Федоровне. Скульптор — Александр Аполлонов.
1 ноября 2018 года (в день рождения Елизаветы Фёдоровны и через сто лет после её гибели) в Дармштадте на стене дома, в котором она родилась, открыта памятная доска.
В том же 2018 году Кипрским отделением ИППО были организованы съёмки документального фильма «Святая Елисавета», посвящённого памяти Елизаветы Фёдоровны. Фильм снимался православной киностудией «Канонъ», режиссёр Сергей Ломкин. Премьерный показ прошёл 15 декабря 2018 года в Москве, в Доме руского зарубежья им. А. Солженицына.
1 ноября 2024 года в Москве, недалеко от станции метро «Третьяковская», был открыт памятник великой княгине Елизавете Фёдоровне и великому князю Сергею Александровичу.

## В культуре
- Елизавета Фёдоровна. Осталась лишь одна молитва (Первый канал, 2018 год, автор и режиссёр — Юлия Ермолина)[39].
- Осанна (2018 год, режиссёр — Алексей Барыкин)
- Империя под ударом (2000 год). В роли великой княгини Елена Сафонова.

### Комментарии
1. ↑  Старейшее религиозное сооружение города. В 1991—2001 годах в здании располагалась первая в Мегионе Покровская церковь. В 2001 году Покровская церковь получила новое здание, а в старом был образован Храм преподобномученицы Елисаветы